# Colonia Campesina
Colonia Campesina es una localidad del estado mexicano de Chihuahua. Es parte del municipio de Delicias.

## Demografía
| Gráfica de evolución demográfica |
|                                  |

| Censo | Población |
| ----- | --------- |
| 1980  | 259       |
| 1990  | 1 393     |
| 2000  | 1 781     |
| 2010  | 2 365     |
| 2020  | 2 517     |